# Runka
Runka je posebna oblika trizoba, ki je značilna za Nemčijo, kjer se je pojavila v sredini 16. stoletja.
Njen izgled je identičen korzeki.